# Manchesterkanalen
Manchesterkanalen, tagen i bruk den 21 maj 1894, är en kanal i Nordvästra England. Den sträcker sig mellan floden Mersey och Manchester. Dess längd är 57 km.

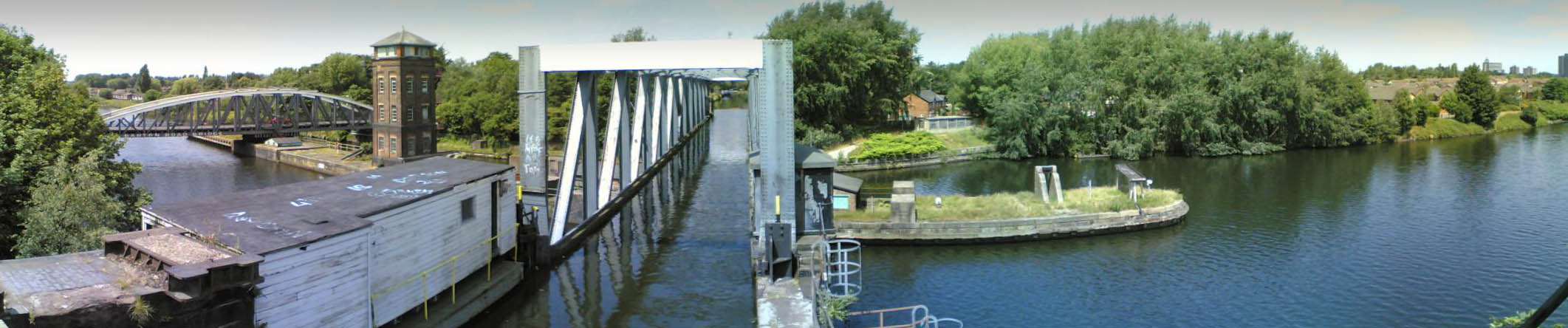
Vridbar akvedukt